# Olympiade 1980
Olympiade 1980 (Spaans: Olimpiada 1980, ook wel Moscú 80 genoemd) is een stripalbum uit de reeks Paling en Ko van tekenaar Francisco Ibáñez. De oorspronkelijke versie werd in 1980 uitgebracht als #41 in de Ases del Humor-reeks na voorpublicatie in het stripblad Mortadelo (zoals de lange kale helft van het tweetal in het Spaans heet) van december 1979 tot januari 1980. Tegelijkertijd werd het album in het Nederlands uitgebracht als #25. Olympiade 1980 is tevens het derde (lange) verhaal dat zich afspeelt op een groot sporttoernooi; in #15 uit 1976 deden Paling en Ko mee aan de Olympische Spelen van het fictieve Katlandia en zagen zij hun (wan)prestaties beloond met de halskraag van een ezel.

## Naamsverwarring
Als gevolg van een jarenlange naamsverwarring wordt de kale meestervermommer hier Ko genoemd en de korte met de twee haren (door zijn collega steevast met chef en u aangesproken) Paling.

## Verhaal
Paling en Ko gaan met hun baas, de Superintendant, naar de Spelen in Moskou om te voorkomen dat de vijandelijke organisatie O.C.H.T.A. (S.O.B.R.I.N.A. in het Spaans) de deelnemende atleten ertoe aanzet om in staking te gaan. Dat Paling en Ko als invallers optreden komt eerder door hun onhandigheid dan door de O.C.H.T.A.-agent die zichzelf niet populair maakt bij de atleten met zijn misplaatste opmerkingen. Ze doen mee aan de volgende onderdelen;
- Polsstokspringen; de kale maakt een verkeerde beweging en treft daarbij de politicus Leonid Brezjnev. Hij wordt veroordeeld tot het strafkamp in Siberië.
- Paardsprong, rekstok, ringen, bokspringen; Paling en Ko worden gediskwalificeerd, en zijn Super uitleg verschuldigd.
- Schoonspringen; beide agenten zouden hieraan meedoen, maar komen niet opdagen vanwege een ongeluk tijdens het oefenen waarbij de kale op het hoofd van de chef landde.
- Boksen; beide agenten worden de ring uitgeslagen. De kale probeert vervolgens de O.C.H.T.A.-agent onschadelijk te maken door hem loden schoenen te laten dragen en hem in het water te duwen; dit mislukt (wederom ten koste van de chef), en met zijn duikersvermomming beschadigt hij de boot van de roeiers.
- Atletiek; de chef neemt (veel te laat) de 100 meter voor zijn rekening en de kale het hordelopen. Laatstgenoemde bevindt zich echter op het parcours waar hij een ongelukkige ontmoeting heeft met Super die zelf de verongelukte ruiter vervangt.
- De marathon; de agenten winnen dankzij de pesterijen van de kale naar zijn chef. Hun prestatie wordt echter ongeldig verklaard omdat de jury in staking is gegaan. De kale had eerder een val geplaatst voor de O.C.H.T.A.-agent (die naar de Noordpool wordt getrapt voor zijn geslaagde poging) en dacht hem op de spoetnik naar Jupiter te hebben gezet, maar uit een krantenbericht blijkt dat het Super was die in de zak zat. Naar goed gebruik verstoppen Paling en Ko zich in een uithoek terwijl hun baas ze zoekt met grof geschut

## Ofelia
Olympiade 1980 is het Nederlandse debuut van de ijdele secretaresse Ofelia (hier Klaziena geheten) die in 1978 werd geïntroduceerd.